# Австралийски долар
Вижте пояснителната страница за други значения на долар.
Австралийският долар (на английски: Australian dollar) е паричната единица на Австралия, Кирибати, Науру и Тувалу.
Международният валутен код на валутата е AUD. Дели се на 100 цента.

## История
Австралийският долар е въведен през 1966 година на мястото на австралийския паунд. Австралийският долар не се отпечатва на хартия заради износването на хартията. Затова е било прието да се отпечатва на пластмасово фолио, за да е много по-издръжлив дори при намокряне. С технологията, която се използва за отпечатването, банкнотата се прави почти невъзможна за фалшифициране.

## Банкноти и монети
Монетите в обращение са с номинал от 5, 10, 20 и 50 цента, както и от 1 и 2 долара.
Банкнотите са със стойности от 5, 10, 20, 50 и 100 долара.